# Tabanus fortis
Tabanus fortis är en tvåvingeart som beskrevs av David Fairchild 1961. Tabanus fortis ingår i släktet Tabanus och familjen bromsar. Inga underarter finns listade i Catalogue of Life.